# Fascio Sportivo Savoia 1933-1934
Questa voce raccoglie le informazioni riguardanti il Savoia nelle competizioni ufficiali della stagione 1933-1934.

## Stagione

La rosa nel ritiro pre-campionato

Savoia-Bagnolese 6-1, il primo gol dei bianchi segnato da Ostromann al 35º minuto

La stagione 1933-1934 fu la 14ª stagione sportiva del Savoia.
Prima Divisione 1933-1934: 5º posto

## Divise
| Casa |

## Organigramma societario
Area direttiva
- Presidente:  Achille Filippone
- Vice Presidente: Attilio Voiello
- Amministratore delegato: C. Autieri
- Dirigenti:P. Fabbrocino, G. Balsamo, A. De Nicola, S. Genovese, A. Caso, A. Separo, A. Lettieri, A. Guidone

Area organizzativa
- Segretario generale: F. Palmieri
- Cassiere: A. Esposito

Area tecnica
- Allenatore:  Giusto Senes

## Rosa
| N. |                   | Ruolo | Calciatore         |
| -- | ----------------- | ----- | ------------------ |
|    | Italia (bandiera) | P     | Domenico De Prisco |
|    | Italia (bandiera) | P     | Ghibando           |
|    | Italia (bandiera) | P     | Ciro Visciano      |
|    | Italia (bandiera) | D     | Luigi Capano       |
|    | Italia (bandiera) | D     | Michele Giraud II  |
|    | Italia (bandiera) | D     | Leverant           |
|    | Italia (bandiera) | D     | Eugenio Santinello |
|    | Italia (bandiera) | C     | Mario Brasile      |
|    | Italia (bandiera) | C     | Oscar Cirillo      |
|    | Italia (bandiera) | C     | Pino Ghisi         |
|    | Italia (bandiera) | C     | Raffaele Giraud I  |

| N. |                     | Ruolo | Calciatore          |
| -- | ------------------- | ----- | ------------------- |
|    | Paraguay (bandiera) | C     | Oreste Sallustro II |
|    | Italia (bandiera)   | C     | Silverio Tricoli    |
|    | Italia (bandiera)   | A     | Guerrino Ostromann  |
|    | Italia (bandiera)   | A     | Carlo Ravizzoli     |
|    | Italia (bandiera)   | A     | Giuseppe Rizza      |
|    | Italia (bandiera)   | A     | Dante Rossi         |
|    | Italia (bandiera)   | A     | Gino Vandelli       |
|    | Italia (bandiera)   | A     | Ruggero Zanolla     |
|    | Italia (bandiera)   |       | Giovanni Celoro     |
|    | Italia (bandiera)   |       | Matteo Esposito     |

## Calciomercato
| Acquisti | Acquisti           | Acquisti   | Acquisti   |
| R.       | Nome               | da         | Modalità   |
| -------- | ------------------ | ---------- | ---------- |
| P        | Domenico De Prisco | Stabia     | definitivo |
| P        | Ghibando           | Stabia     | definitivo |
| D        | Luigi Capano       | Napoli     | definitivo |
| D        | Leverant           | Monfalcone | definitivo |
| D        | Santinello         | Dolo       | definitivo |
| C        | Oreste Sallustro   | Napoli     | definitivo |
| A        | Guerrino Ostromann |            | definitivo |
| A        | Dante Rossi        | Modena     | definitivo |
|          | Giovanni Celoro    | Stabia     | definitivo |
|          | Matteo Esposito    | Stabia     | definitivo |

| Cessioni | Cessioni              | Cessioni  | Cessioni   |
| R.       | Nome                  | a         | Modalità   |
| -------- | --------------------- | --------- | ---------- |
| P        | Ferdinando Ammendola  |           | definitivo |
| D        | Egidio De Franceschi  | Alcamo    | definitivo |
| C        | Luigi Raimo           | Termitana | definitivo |
| A        | Mario Ceccarini       |           | definitivo |
| A        | Ansaldo Fadda         |           | definitivo |
|          | Innocenzo Albergatore |           | definitivo |
|          | Pasquale De Nicola    |           | definitivo |
|          | Gennaro Fabbrocino    |           | definitivo |
|          | Luca Giordano         |           | definitivo |
|          | Stefano Sbriglia      |           | definitivo |

## Risultati

### Prima Divisione

#### Girone di andata
| Arbitro: | Serio (Palermo) |

|                                                       |           |                         |
| Sallustro II 12’ Ostromann 21’ Rizza 38’ Giraud I 65’ | Marcatori | 28’ De Vivi 81’ Svageli |

| Arbitro: | Ferro (Palermo) |

|            |           |                                                          |
| Isacco 70’ | Marcatori | 4’ Rizza 10’ Sallustro II 27’, 59’ Zanolla 42’ Ravizzoli |

| Arbitro: | Bartolini (Pisa) |

|  |           |                         |
|  | Marcatori | 40’ Rizza 76’ Ravizzoli |

| Arbitro: | Bennati (Taranto) |

|                               |           |  |
| Vandelli 20’ Sallustro II 73’ | Marcatori |  |

| Arbitro: | Celani (Roma) |

|             |           |  |
| Tricoli 18’ | Marcatori |  |

| Arbitro: | Carnevali (Roma) |

|                        |           |  |
| Casanova 2’ Bodini 25’ | Marcatori |  |

| Arbitro: | Sassi (Roma) |

|                                        |           |  |
| Olenich 17’ Albertoni 61’ Cristina 80’ | Marcatori |  |

| Arbitro: | Casalini (Livorno) |

|              |           |                            |
| Ostromann 2’ | Marcatori | 6’ Colausig 25’, 92’ Borla |

| Arbitro: | Balestrazzi (Bari) |

|            |           |               |
| Finotto 6’ | Marcatori | 57’ Ravizzoli |

| Arbitro: | Siino (Palermo) |

|                  |           |               |
| Faccenda 3’, 75’ | Marcatori | 50’ Ravizzoli |

| Arbitro: | Di Giovanni (Chieti) |

|                                            |           |              |
| Zanolla 13’ Sallustro II 52’ Ravizzoli 76’ | Marcatori | 65’ Martinez |

| Arbitro: | Vaccaro (Roma) |

|                                                              |           |           |
| Ostromann 35’, 44’, 82’ Vandelli 52’ Rizza 53’ Ravizzoli 84’ | Marcatori | 55’ Glovi |

| Arbitro: | Dal Bianco (Roma) |

|                                                                    |           |  |
| Ostromann 20’, 68’, 88’ Brasile 57’ Ravizzoli 67’ Sallustro II 89’ | Marcatori |  |

#### Girone di ritorno
| Arbitro: | De Salvo (Messina) |

|             |           |  |
| Svageli 71’ | Marcatori |  |

| Arbitro: | Bennati (Taranto) |

|                            |           |                |
| Zanolla 13’, 60’ Rizza 43’ | Marcatori | 10’, 12’ Leone |

| Arbitro: | Fois |

|                              |           |  |
| Ravizzoli 2’ Sallustro II 6’ | Marcatori |  |

| Arbitro: | De Gaetano (Messina) |

|             |           |  |
| Gravisi 85’ | Marcatori |  |

| Arbitro: | Ferrucci (Viareggio) |

|  |           |             |
|  | Marcatori | 47’ Zanolla |

| Arbitro: | Rosa (Roma) |

|  |           |                   |
|  | Marcatori | 21’, 76’ Nicolosi |

| Arbitro: | Conticini (Firenze) |

|                              |           |                                             |
| Sallustro II 1’ Giraud I 58’ | Marcatori | 6’ Cavazza 25’ Cristina 60’ (aut.) Giraud I |

| Arbitro: | Ferro (Palermo) |

|                       |           |  |
| Ranieri 25’ Borza 27’ | Marcatori |  |

| Arbitro: | Zelocchi (Modena) |

|                                 |           |                          |
| Sallustro II 25’ Rossi 50’, 63’ | Marcatori | 5’ Finotto 83’ Bergamini |

| Arbitro: | Maddaloni (Bari) |

|                                      |           |                      |
| Sallustro II 10’ Rossi 30’, 33’, 52’ | Marcatori | 67’ (rig.) Bolognesi |

| Arbitro: | Dorigo (Vicenza) |

|             |           |  |
| Gambino 47’ | Marcatori |  |

| Arbitro: | Celano (Roma) |

|  |           |                                  |
|  | Marcatori | 30’ (rig.) Giraud I 65’ Esposito |

| 15 aprile 1934, ore CET 26ª giornata | Peloro | – | Savoia |  |

## Statistiche
Aggiornate al 15 aprile 1934.

### Statistiche di squadra
| Competizione    | Punti | In casa | In casa | In casa | In casa | In casa | In casa | In trasferta | In trasferta | In trasferta | In trasferta | In trasferta | In trasferta | Totale | Totale | Totale | Totale | Totale | Totale | DR  |
| Competizione    | Punti | G       | V       | N       | P       | Gf      | Gs      | G            | V            | N            | P            | Gf           | Gs           | G      | V      | N      | P      | Gf     | Gs     | DR  |
| --------------- | ----- | ------- | ------- | ------- | ------- | ------- | ------- | ------------ | ------------ | ------------ | ------------ | ------------ | ------------ | ------ | ------ | ------ | ------ | ------ | ------ | --- |
| Prima Divisione | 27    | 12      | 9       | 0       | 3       | 31      | 17      | 12           | 4            | 1            | 7            | 12           | 14           | 24     | 13     | 1      | 10     | 43     | 31     | +12 |
| Totale          | 27    | 12      | 9       | 0       | 3       | 31      | 17      | 12           | 4            | 1            | 7            | 12           | 14           | 24     | 13     | 1      | 10     | 43     | 31     | +12 |

### Andamento in campionato
| Giornata  | 1 | 2 | 3 | 4 | 5 | 6 | 7 | 8 | 9 | 10 | 11 | 12 | 13 | 14 | 15 | 16 | 17 | 18 | 19 | 20 | 21 | 22 | 23 | 24 | 25 | 26 |
| --------- | - | - | - | - | - | - | - | - | - | -- | -- | -- | -- | -- | -- | -- | -- | -- | -- | -- | -- | -- | -- | -- | -- | -- |
| Luogo     | C | T | T | C | C | T | T | C | T | T  | C  | C  | C  | T  | C  | C  | T  | T  | C  | C  | T  | C  | C  | T  | T  | T  |
| Risultato | V | V | V | V | V | P | P | P | N | P  | V  | V  | V  | P  | V  | V  | P  | V  | P  | P  | P  | V  | V  | P  | V  | -  |
| Posizione | 1 | 1 | 1 | 1 | 1 |   |   |   |   |    |    |    |    |    |    |    |    |    |    |    |    |    |    | 5  | 5  | 5  |

Legenda:

Luogo: C = Casa; T = Trasferta. Risultato: V = Vittoria; N = Pareggio; P = Sconfitta.

### Statistiche dei giocatori
| Giocatore    | Campionato | Campionato |
| Giocatore    | Presenze   | Reti       |
| ------------ | ---------- | ---------- |
| M. Brasile   | 8          | 1          |
| L. Capano    | 16         | 0          |
| G. Celoro    | 2          | 0          |
| O. Cirillo   | 17         | 0          |
| D. De Prisco | 20         | -25        |
| M. Esposito  | 3          | 1          |
| P. Ghisi     | 4          | 0          |
| M. Giraud    | 25         | 0          |
| R. Giraud    | 25         | 3          |
| G. Ostroman  | 10         | 8          |
| C. Ravizzoli | 24         | 8          |
| G. Rizza     | 15         | 5          |
| D. Rossi     | 8          | 5          |
| O. Sallustro | 22         | 9          |
| S. Tricoli   | 23         | 1          |
| L. Vandelli  | 23         | 2          |
| C. Visciano  | 5          | -6         |
| R. Zanolla   | 25         | 6          |